# ناویس
ناویس (به آلمانی: Navis) یک منطقهٔ مسکونی در اتریش است که در اینسبروک لند واقع شده‌است. ناویس ۶۴٫۱ کیلومتر مربع مساحت دارد ۱٬۳۳۷ متر بالاتر از سطح دریا واقع شده‌است.